# کوه آن نوخیله
کوه آن نوخیله یک کوه در عربستان سعودی است که در استان تبوک واقع شده‌است.